# Simning vid olympiska sommarspelen 2000

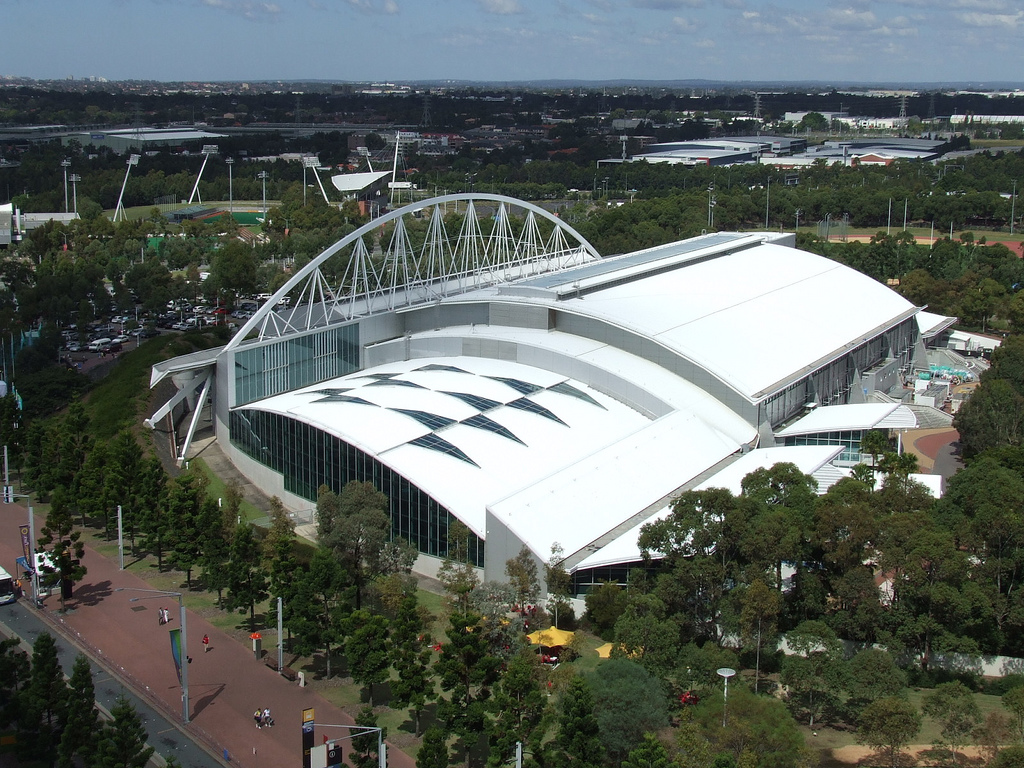
Sydney International Aquatic Centre.

Simningen vid de olympiska sommarspelen 2000 i Sydney bestod av 32 grenar och hölls mellan 15 och 23 september 2000 i Sydney International Aquatic Centre.

## Medaljfördelning
| Pl.    | Nation        | Guld | Silver | Brons | Totalt |
| ------ | ------------- | ---- | ------ | ----- | ------ |
| 1      | USA           | 14   | 8      | 11    | 33     |
| 2      | Australien    | 5    | 9      | 4     | 18     |
| 3      | Nederländerna | 5    | 1      | 2     | 8      |
| 4      | Italien       | 3    | 1      | 2     | 6      |
| 5      | Ukraina       | 2    | 2      | 0     | 4      |
| 6      | Rumänien      | 2    | 1      | 1     | 4      |
| 7      | Sverige       | 1    | 2      | 1     | 4      |
| 8      | Ungern        | 1    | 0      | 0     | 1      |
| 9      | Japan         | 0    | 2      | 2     | 4      |
| 10     | Slovakien     | 0    | 2      | 0     | 2      |
| 11     | Ryssland      | 0    | 1      | 1     | 2      |
| 11     | Sydafrika     | 0    | 1      | 1     | 2      |
| 13     | Frankrike     | 0    | 1      | 0     | 1      |
| 14     | Tyskland      | 0    | 0      | 3     | 3      |
| 15     | Costa Rica    | 0    | 0      | 2     | 2      |
| 16     | Brasilien     | 0    | 0      | 1     | 1      |
| 16     | Kanada        | 0    | 0      | 1     | 1      |
| 16     | Spanien       | 0    | 0      | 1     | 1      |
| Totalt | Totalt        | 33   | 31     | 33    | 97     |

## Medaljörer

### Damer
| Distans                          | Guld | Guld         | Silver                                                                                                  | Silver  | Brons | Brons   |
| 50 meter frisim Detaljer...      | Inge de Bruijn Nederländerna | 24,32        | Therese Alshammar Sverige                                                                               | 24,51   | Dara Torres USA | 24,63   |
| 100 meter frisim Detaljer...     | Inge de Bruijn Nederländerna | 53,83        | Therese Alshammar Sverige                                                                               | 54,33   | Dara Torres USA Jenny Thompson USA                                                                                 | 54,43   |
| 200 meter frisim Detaljer...     | Susie O'Neill Australien | 1.58,24      | Martina Moravcová Slovakien                                                                             | 1.58,32 | Claudia Poll Costa Rica                                                                                            | 1.58,81 |
| 400 meter frisim Detaljer...     | Brooke Bennett USA | 4.05,80      | Diana Munz USA                                                                                          | 4.07,07 | Claudia Poll Costa Rica                                                                                            | 4.07,83 |
| 800 meter frisim Detaljer...     | Brooke Bennett USA | 8.19,67 0OR0 | Jana Klotjkova Ukraina                                                                                  | 8.22,66 | Kaitlin Sandeno USA                                                                                                | 8.24,29 |
| 100 meter ryggsim Detaljer...    | Diana Mocanu Rumänien | 1.00,21 0OR0 | Mai Nakamura Japan                                                                                      | 1.00,55 | Nina Zjivanevskaja Spanien                                                                                         | 1.00,89 |
| 200 meter ryggsim Detaljer...    | Diana Mocanu Rumänien | 2.08,16      | Roxana Maracineanu Frankrike                                                                            | 2.10,25 | Miki Nakao Japan                                                                                                   | 2.11,05 |
| 100 meter bröstsim Detaljer...   | Megan Quann USA | 1.07,05      | Leisel Jones Australien                                                                                 | 1.07,49 | Penelope Heyns Sydafrika                                                                                           | 1.07,55 |
| 200 meter bröstsim Detaljer...   | Ágnes Kovács Ungern | 2.24,35 0OR0 | Kristy Kowal USA                                                                                        | 2.24,56 | Amanda Beard USA                                                                                                   | 2.25,35 |
| 100 meter fjärilsim Detaljer...  | Inge de Bruijn Nederländerna | 56,61 0VR0   | Martina Moravcová Slovakien                                                                             | 57,97   | Dara Torres USA | 58,20   |
| 200 meter fjärilsim Detaljer...  | Misty Hyman USA | 2.05,88 0OR0 | Susie O'Neill Australien                                                                                | 2.06,58 | Petria Thomas Australien                                                                                           | 2.07,12 |
| 200 meter medley Detaljer...     | Jana Klotjkova Ukraina | 2.10,68 0OR0 | Beatrice Câșlaru Rumänien                                                                               | 2.12,57 | Cristina Teuscher USA                                                                                              | 2.13,32 |
| 400 meter medley Detaljer...     | Jana Klotjkova Ukraina | 4.33,59 0VR0 | Yasuko Tajima Japan                                                                                     | 4.35,96 | Beatrice Câșlaru Rumänien                                                                                          | 4.37,18 |
| 4 x 100 meter frisim Detaljer... | USA Amy Van Dyken Courtney Shealy Jenny Thompson Dara Torres Erin Phenix* Ashley Tappin*                                                   | 3.36,61 0VR0 | Nederländerna Manon van Rooijen Wilma van Hofwegen Inge de Bruijn Thamar Henneken Chantal Groot*        | 3.39,83 | Sverige Johanna Sjöberg Therese Alshammar Louise Jöhncke Anna-Karin Kammerling Josefin Lillhage* Malin Svahnström* | 3.40,30 |
| 4 x 200 meter frisim Detaljer... | USA Diana Munz Jenny Thompson Samantha Arsenault Lindsay Benko Julia Stowers* Kim Black*                                                   | 7.57,80 0OR0 | Australien Giaan Rooney Petria Thomas Kirsten Thomson Susie O'Neill Jacinta van Lint* Elka Graham*      | 7.58,52 | Tyskland Franziska van Almsick Antje Buschschulte Sara Harstick Kerstin Kielgass Meike Freitag* Britta Steffen*    | 7.58,64 |
| 4 x 100 meter medley Detaljer... | USA Dara Torres Jenny Thompson Barbara Bedford Megan Quann Jenny Thompson* Courtney Shealy* Ashley Tappin* Amy Van Dyken* Staciana Stitts* | 3.58,30 0VR0 | Australien Petria Thomas Leisel Jones Susie O'Neill Dyana Calub Giaan Rooney* Tarnee White* Sarah Ryan* | 4.01,59 | Japan Masami Tanaka Sumika Minamoto Mai Nakamura Junko Onishi                                                      | 4.04,16 |

* Simmare som deltog i kval och inte i finalen, men som ändå fick medalj.

### Herrar
| Distans                          | Guld                                                                                             | Guld         | Silver | Silver       | Brons | Brons    |
| 50 meter frisim Detaljer...      | Anthony Ervin USA Gary Hall Jr. USA                                                              | 21,98        | ingen | ingen        | Pieter van den Hoogenband Nederländerna                                                                   | 22,03    |
| 100 meter frisim Detaljer...     | Pieter van den Hoogenband Nederländerna                                                          | 48,30 0=VR0  | Aleksandr Popov Ryssland                                                                                           | 48,69        | Gary Hall Jr. USA                                                                                         | 48,73    |
| 200 meter frisim Detaljer...     | Pieter van den Hoogenband Nederländerna                                                          | 1.45,35 0VR0 | Ian Thorpe Australien                                                                                              | 1.45,83      | Massimiliano Rosolino Italien                                                                             | 1.46,65  |
| 400 meter frisim Detaljer...     | Ian Thorpe Australien                                                                            | 3.40,59 0VR0 | Massimiliano Rosolino Italien                                                                                      | 3.43,40      | Klete Keller USA                                                                                          | 3.47,00  |
| 1 500 meter frisim Detaljer...   | Grant Hackett Australien                                                                         | 14.48,33     | Kieren Perkins Australien                                                                                          | 14.53,59     | Chris Thompson USA                                                                                        | 14.56,81 |
| 100 meter ryggsim Detaljer...    | Lenny Krayzelburg USA                                                                            | 53,72 0OR0   | Matt Welsh Australien                                                                                              | 54,07        | Stev Theloke Tyskland                                                                                     | 54,82    |
| 200 meter ryggsim Detaljer...    | Lenny Krayzelburg USA                                                                            | 1.56,76 0OR0 | Aaron Peirsol USA                                                                                                  | 1.57,35      | Matt Welsh Australien                                                                                     | 1.57,59  |
| 100 meter bröstsim Detaljer...   | Domenico Fioravanti Italien                                                                      | 1.00,46 0OR0 | Ed Moses USA | 1.00,73      | Roman Sludnov Ryssland                                                                                    | 1.00,91  |
| 200 meter bröstsim Detaljer...   | Domenico Fioravanti Italien                                                                      | 2.10,87      | Terence Parkin Sydafrika                                                                                           | 2.12,50      | Davide Rummolo Italien                                                                                    | 2.12,73  |
| 100 meter fjärilsim Detaljer...  | Lars Frölander Sverige                                                                           | 52,00        | Michael Klim Australien                                                                                            | 52,18        | Geoff Huegill Australien                                                                                  | 52,22    |
| 200 meter fjärilsim Detaljer...  | Tom Malchow USA                                                                                  | 1.55,35 0OR0 | Denys Sylantiev Ukraina                                                                                            | 1.55,76      | Justin Norris Australien                                                                                  | 1.56,17  |
| 200 meter medley Detaljer...     | Massimiliano Rosolino Italien                                                                    | 1.58,98 0OR0 | Tom Dolan USA | 1.59,77      | Tom Wilkens USA                                                                                           | 2.00,87  |
| 400 meter medley Detaljer...     | Tom Dolan USA                                                                                    | 4.11,76 0VR0 | Erik Vendt USA | 4.14,23      | Curtis Myden Kanada                                                                                       | 4.15,33  |
| 4 x 100 meter frisim Detaljer... | Australien Ian Thorpe Ashley Callus Chris Fydler Michael Klim Todd Pearson* Adam Pine*           | 3.13,67 0VR0 | USA Neil Walker Anthony Ervin Gary Hall Jr. Jason Lezak Scott Tucker* Josh Davis*                                  | 3.13,86 0AR0 | Brasilien Edvaldo Valério Gustavo Borges Carlos Jayme Fernando Scherer                                    | 3.17,40  |
| 4 x 200 meter frisim Detaljer... | Australien Todd Pearson Ian Thorpe Bill Kirby Michael Klim Grant Hackett* Daniel Kowalski*       | 7.07,05 0VR0 | USA Jamie Rauch Josh Davis Scott Goldblatt Klete Keller Nate Dusing* Chad Carvin*                                  | 7.12,64      | Nederländerna Martijn Zuijdweg Johan Kenkhuis Pieter van den Hoogenband Marcel Wouda Mark van der Zijden* | 7.12,70  |
| 4 x 100 meter medley Detaljer... | USA Lenny Krayzelburg Ed Moses Ian Crocker Gary Hall Jr. Neil Walker* Tommy Hannan* Jason Lezak* | 3.33,73 0VR0 | Australien Matt Welsh Regan Harrison Geoff Huegill Michael Klim Josh Watson* Ryan Mitchell* Adam Pine* Ian Thorpe* | 3.35,27      | Tyskland Stev Theloke Jens Kruppa Thomas Rupprath Torsten Spanneberg                                      | 3.35,88  |

* Simmare som deltog i kval och inte i finalen, men som ändå fick medalj.